# Monica Scattini
Monica Scattini (Roma, 1º febbraio 1956 – Roma, 4 febbraio 2015) è stata un'attrice italiana, figlia del regista Luigi Scattini. 
Nei suoi svariati ruoli ha spesso interpretato lo stereotipo della toscana benestante.

## Biografia
Nata a Roma ma di origini piemontesi e toscane, recitò in numerose pellicole tra cui Fatti di gente perbene (1974) di Mauro Bolognini; Lontano da dove (1983) di Stefania Casini e Francesca Marciano, che le valse il Nastro d'argento come migliore attrice non protagonista; La famiglia (1987) di Ettore Scola; Tolgo il disturbo (1990), di Dino Risi; Parenti serpenti (1992) di Mario Monicelli; Un'altra vita (1992) di Carlo Mazzacurati; Maniaci sentimentali (1994) di Simona Izzo, con cui vinse il David di Donatello come migliore attrice non protagonista.

Monica Scattini, prima a destra, con Alessandra Panelli e Athina Cenci in una foto di scena del film La famiglia (1987)

Dagli anni novanta, per il cinema, lavorò prevalentemente in commedie dirette, tra gli altri, da Carlo Vanzina (Selvaggi, del 1995), Christian De Sica (Simpatici e antipatici, del 1998 ed Uomini Uomini Uomini, del 1995), Alessandro Haber (Scacco pazzo, del 2003) partecipando inoltre a varie fiction televisive, tra cui Lo zio d'America (Rai 1, 2002), Elisa di Rivombrosa e Un ciclone in famiglia (Canale 5, dal 2005). Nel corso della sua carriera prese parte, con piccoli ruoli, a importanti produzioni internazionali: nel 1982 fu diretta da Francis Ford Coppola nel film Un sogno lungo un giorno e nel 2009 fu nel musical di Rob Marshall Nine, nel quale recitavano, tra gli altri, Daniel Day Lewis, Nicole Kidman e Penélope Cruz.
Nel 2010 interpretò il ruolo di Ilaria in Due vite per caso, e quello di Silvia Teodorani in Tutto l'amore del mondo. Nel 2012 invece, lavorò nella produzione francese Cloclo, un film ispirato alla vita del cantautore Claude François. 
Nel dicembre del 2014 presentò il suo primo lavoro da regista, il cortometraggio Love Sharing, interpretato da Alessandro Haber, Luca Argentero, Sandra Milo ed Eugenia Costantini. Il 4 gennaio 2015 partecipò come concorrente ad Avanti un altro!, condotto da Gerry Scotti, nello speciale della domenica dedicato al film Vacanze di Natale a Cortina.
Morì il 4 febbraio 2015 al policlinico Gemelli di Roma, dove si trovava ricoverata in seguito all'aggravarsi di una forma di melanoma che l'aveva colpita. Il funerale, a cui parteciparono tanti amici e colleghi, si svolse il 7 febbraio nella basilica di Santa Maria in Trastevere a Roma.

## Vita privata
Dopo la fine del matrimonio con lo scultore Giancarlo Neri, col quale aveva vissuto per anni a New York, per sedici anni fu compagna del collega Roberto Brunetti. La loro relazione sentimentale si concluse nel 2011.

## Filmografia

### Cinema
- Fatti di gente perbene, regia di Mauro Bolognini (1974)
- Blue Nude, regia di Luigi Scattini (1977)
- Concorde Affaire '79, regia di Ruggero Deodato (1979)
- Un sogno lungo un giorno (One from the Heart), regia di Francis Ford Coppola (1982)
- Dancing Paradise, regia di Pupi Avati (1982)
- Malamore, regia di Eriprando Visconti (1982)
- Lontano da dove, regia di Stefania Casini e Francesca Marciano (1983)
- Ballando ballando, regia di Ettore Scola (1983)
- Un ragazzo e una ragazza, regia di Marco Risi (1984)
- Il mistero del panino assassino, regia di Giancarlo Soldi (1987)
- La famiglia, regia di Ettore Scola (1987)
- Rimini Rimini, regia di Sergio Corbucci (1987)
- Incidente di percorso, regia di Donatello Alunni Pierucci (1988)
- Love Dream, regia di Charles Finch (1988)
- Blue Valentine, episodio del film Provvisorio quasi d'amore, regia di Roberta Mazzoni (1989)
- La bocca, regia di Luca Verdone (1990)
- Tolgo il disturbo, regia di Dino Risi (1990)
- Parenti serpenti, regia di Mario Monicelli (1992)
- Un'altra vita, regia di Carlo Mazzacurati (1992)
- La vera vita di Antonio H., regia di Enzo Monteleone (1994)
- Anime fiammeggianti, regia di Davide Ferrario (1994)
- Maniaci sentimentali, regia di Simona Izzo (1994)
- Il cielo è sempre più blu, regia di Antonello Grimaldi (1995)
- Selvaggi, regia di Carlo Vanzina (1995)
- Uomini uomini uomini, regia di Christian De Sica (1995)
- Un paradiso di bugie, regia di Stefania Casini (1996)
- Bruno aspetta in macchina, regia di Duccio Camerini (1996)
- Stressati, regia di Mauro Cappelloni (1997)
- Simpatici & antipatici, regia di Christian De Sica (1998)
- In principio erano le mutande, regia di Anna Negri (1999)
- Vacanze di Natale 2000, regia di Carlo Vanzina (1999)
- Nora, regia di Pat Murphy (2000)
- Film, regia di Laura Belli (2000)
- Come si fa un Martini, regia di Kiko Stella (2001)
- Scacco pazzo, regia di Alessandro Haber (2003)
- Lezioni di cioccolato, regia di Claudio Cupellini (2007)
- VIP, regia di Carlo Vanzina (2008)
- Nine, regia di Rob Marshall (2009)
- L'arte di arrangiarsi, episodio di Feisbum - Il film, regia di Alessandro Capone (2009)
- Due vite per caso, regia di Alessandro Aronadio (2010)
- Tutto l'amore del mondo, regia di Riccardo Grandi (2010)
- Tutta colpa della musica, regia di Ricky Tognazzi (2011)
- Baci salati, regia di Antonio Zeta (2012)
- Cloclo, regia di Florent Emilio Siri (2012)
- Una donna per amica, regia di Giovanni Veronesi (2014)

### Televisione
- Facciaffittasi – miniserie TV (1987)
- Zanzibar – serie TV, episodio 1x27 (1988)
- Ovidio – serie TV (1989)
- Marie Curie, une femme honorable – miniserie TV (1991)
- Da cosa nasce cosa – film TV (1998)
- I giudici - Excellent Cadavers (Excellent Cadavers), regia di Ricky Tognazzi – film TV (1999)
- Lo zio d'America – serie TV (2002)
- Un papà quasi perfetto – miniserie TV (2003)
- La signora delle camelie – film TV (2005)
- Elisa di Rivombrosa – serie TV (2005)
- Un ciclone in famiglia – serie TV (2005-2008)
- VIP, regia di Carlo Vanzina – film TV (2008)
- I delitti del cuoco – serie TV (2010)
- Notte prima degli esami '82 – miniserie TV (2011)

## Programmi TV
- La TV delle ragazze (1988-1989)

## Riconoscimenti
- David di Donatello
  - 1994 – Migliore attrice non protagonista per Maniaci sentimentali

- Nastro d'argento
  - 1984 – Migliore attrice non protagonista per Lontano da dove

- Ciak d'oro
  - 1987 – Candidatura alla migliore attrice non protagonista per La famiglia